# Episodi di Dan August
La prima e unica stagione della serie televisiva Dan Augustè andata in onda negli Stati Uniti sulla ABC dal 23 settembre 1970 all'8 aprile 1970.
| n° | Titolo originale           | Titolo italiano | Prima TV USA      | Prima TV Italia |
| -- | -------------------------- | --------------- | ----------------- | --------------- |
| 1  | Murder by Proxy            |                 | 23 settembre 1970 |                 |
| 2  | The Murder of a Small Town |                 | 30 settembre 1970 |                 |
| 3  | Love Is a Nickel Bag       |                 | 7 ottobre 1970    |                 |
| 4  | The King Is Dead           |                 | 14 ottobre 1970   |                 |
| 5  | In the Eyes of God         |                 | 21 ottobre 1970   |                 |
| 6  | The Color of Fury          |                 | 28 ottobre 1970   |                 |
| 7  | Invitation to Murder       |                 | 4 novembre 1970   |                 |
| 8  | The Union Forever          |                 | 11 novembre 1970  |                 |
| 9  | Epitaph for a Swinger      |                 | 18 novembre 1970  |                 |
| 10 | When the Shouting Dies     |                 | 25 novembre 1970  |                 |
| 11 | The Soldier                |                 | 2 dicembre 1970   |                 |
| 12 | Quadrangle for Death       |                 | 16 dicembre 1970  |                 |
| 13 | Passing Fair               |                 | 30 dicembre 1970  |                 |
| 14 | The Titan                  |                 | 7 gennaio 1971    |                 |
| 15 | Death Chain                |                 | 21 gennaio 1971   |                 |
| 16 | Dead Witness to a Killing  |                 | 28 gennaio 1971   |                 |
| 17 | The Law                    |                 | 4 febbraio 1971   |                 |
| 18 | The Worst Crime            |                 | 11 febbraio 1971  |                 |
| 19 | Circle of Lies             |                 | 18 febbraio 1971  |                 |
| 20 | Trackdown                  |                 | 25 febbraio 1971  |                 |
| 21 | Bullet for a Hero          |                 | 4 marzo 1971      |                 |
| 22 | The Manufactured Man       |                 | 11 marzo 1971     |                 |
| 23 | The Meal Ticket            |                 | 18 marzo 1971     |                 |
| 24 | Days of Rage               |                 | 25 marzo 1971     |                 |
| 25 | Prognosis: Homicide        |                 | 1 aprile 1971     |                 |
| 26 | The Assassin               |                 | 8 aprile 1971     |                 |